# 小頭海鯰
小頭海鯰為輻鰭魚綱鯰形目海鯰科的其中一種，分布於西太平洋區的泰國、馬來西亞及印尼海域，體長可達60公分，棲息在沿海、河口區，底棲性魚類，屬肉食性，以無脊椎動物為食。

## 擴展閱讀
維基物種上的相關：小頭海鯰